# كرامة

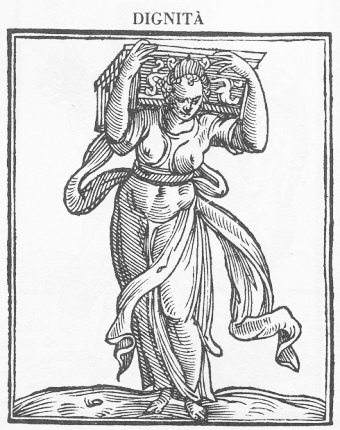

الكرامة هي حق الفرد في أن تكون له قيمة وأن يُحترم لذاته، وأن يُعامل بطريقة أخلاقية. الكرامة هي موضوع ذو أهمية في كل من الأخلاق والأخلاقيات والقانون والسياسة كامتداد لمفاهيم عصر التنوير للحقوق الطبيعية والحقوق القانونية. يُستخدم المصطلح أحيانا لوصف التصرفات الفردية مثل «التصرف بكرامة».
ولقد انتبهت الدول والحكومات لقيمة هذا الحق، فتجلى  الاهتمام به بالنص عليه في العديد من المواثيق الدولية. كما نال هذا الحق اهتمام القضاء الدولي المهتم بقضايا حقوق الإنسان

## الاصطلاح
ظهرت الكلمة الإنجليزية "dignity" لأول مرة في القرن الثالث عشر، إذ انحدرت من الكلمة اللاتينية dignitas (جدارة) من خلال الكلمة الفرنسية dignité.

## الاستخدام الحديث
عادة ما يستخدم متحدثو اللغة الإنجليزية كلمة "dignity" أو كرامة بطريقة تحريمية وتحذيرية. على سبيل المثال، في السياسة تُستخدم لانتقاد معاملة المضطهدين والمجموعات المستضعفة، ولكنها أصبحت تنطبق أيضا على الثقافات، والأفكار والمعتقدات الدينية، وحتى على الحيوانات المستخدمة كطعام أو في التجارب.
كلمة "dignity" لها معانٍ وصفية كذلك تشير إلى جدارة أو أهلية الإنسان. عموما، للكلمة معانٍ ووظائف متعددة بناء على كيفية استخدام الكلمة وبناء على السياق.
في الاستخدام العادي الحديث، تشير الكلمة إلى الاحترام وعادة ما تُستخدم لتشير إلى أن شخصا ما لا يستقبل الدرجة المناسبة من الاحترام، أو أنه يفشل في معاملة نفسه بالقدر الكافي من احترام الذات. هناك أيضا تاريخ طويل من الاستخدام الفلسفي لهذا المصطلح. إلا أنه نادرا ما يُستخدم خارج الإطار السياسي والقانوني وفي النقاشات العلمية أحيانا.
ويعتبر ايمانويل كانط Immanuel Kant، من أهم من كتب حول الكرامة الإنسانية وخصوصا في كتابه «أساسيّات الميتافيزيقيا والأخلاق»، حيث يرى أن كرامة البشر لا تأتي من مجرّد كونهم بشراً، ولكن عندما يمارسون إرادتهم الحرّة، في التزامهم بالأخلاق. حيث إنّ كانط يرى أنّ الأخلاق تستند إلى الأفعال المتعلّقة باستقلاليّة الإرادة، وبالتالي فإنّ الحكم الذاتي والاستفلالية هو أساس الكرامة الإنسانية.
ولمفهوم الكرامة الإنسانية بعدان اثنان، أولهما موقعه المتميز كفرد في المجتمع، يستحق التكريم والتشريف، ويتوجب عليه الواجبات واحترام الآخرين. وثانيهما: قيمته الداخلية كإنسان مستقل بذاته عن المجتمع. وأول البعدين يتأثّر بقيم المجتمع الذي يحيا فيه، والدّين والأعراف والتقاليد التي يحياها المرء في موطنه. فيما يتجاوز الثاني البعدَ الوطني والقومي والإقليمي إلى النطاق العالمي، كفرد في الإنسانية، حيث تشكل الكرامة خصيصة من أهم خصائص الشخصية الإنسانية. ولما توافقت الآراء على أنّ كرامة الإنسان عبارة عن قيمة ذاتية، مندمجة فيه، لا تغادره، ولا يملك عنها فكاكاً، برز التساؤل عن مصدر هذه الكرامة، وعن منبعها الأصيل.
ان مضمون الكرامة المعاصر مستقى من الاعلان العالمي لحقوق الانسان 1948 يختصر في مبدأ يقر ان لكل إنسان حقا في الكرامة الانسانية وفي المادة الاولى "يولد جميع النّاس أحرارا ومتساوين في الكرامة والحقوق ، وهم قد وهبوا العقل والوجدان وعليهم أن يعاملوا بعضهم بعضا بروح الاخاء".

## انتهاكات

### التقسيمات
يمكن انتهاك الكرامة الإنسانية بعدة طرق. أهم تقسيمات هذه الانتهاكات هي:
- الإذلال

يشير انتهاك الكرامة الإنسانية عن طريق الإذلال إلى التصرفات التي تهين أو تقلل من الجدارة الذاتية لشخص أو مجموعة. تعتمد أفعال الإذلال على السياق، ولكننا نمتلك فهما فطريا عند حدوث هذه الانتهاكات. كما كتب شاختر «من المفترض عموما أن انتهاك الكرامة الإنسانية يمكن ملاحظته حتى إذا لم نصل إلى تعريف واضح للمصطلح. أعرف انتهاك الكرامة عندما أراه حتى إذا لم أتمكن من أخبرك ما هو». بصورة أعم، لمصطلح «الانتهاك» سمات عالمية إذ أنه في كل اللغات يتضمن «توجه مكاني سفلي» والذي فيه «يُدفع شيء ما أو شخص ما لأسفل ويُجبر على البقاء كذلك». هذه الطريقة شائعة في القرارات القضائية حيث يشير القضاة إلى انتهاكات الكرامة الإنسانية كجرح للقيمة الذاتية للأفراد أو لاعتزازهم بأنفسهم.
- الاستغلال كاداة والتشييء

يشير هذا الجانب إلى معاملة الفرد كآلة أو كوسيلة لتحقيق أهداف أخرى. هذه الطريقة مبنية على اشتراط إيمانويل كانت الأخلاقي أننا يجب أن نعامل الناس كنهايات أو أهداف في ذواتهم، أو بأنهم قيمة أخلاقية نهائية ولا يجب استغلالهم كأدوات أو تشييئهم.
- الامتهان

يشير انتهاك الكرامة الإنسانية في صورة الامتهان إلى التصرفات التي تمتهن وتحتقر قيمة البشر. هذه هي التصرفات التي تبعث رسالة تحتقر من أهمية أو قيمة كل البشر، حتى وإن كانت برضا الطرف الآخر. تتكون هذه التصرفات من ممارسات لا ينبغي أن يكون البشر عرضة لها، سواء كان هناك إذلال موضوعي أم لا، مثل بيع النفس كعبد، أو عندما تضع سلطة الدولة المسجونين عن عمد في ظروف غير آدمية.
- صورة العدو

هذه هي التصرفات التي تحرم الفرد أو المجموعة من سماتهم البشرية. قد تتضمن هذه الممارسات وصفهم أو معاملتهم كحيوانات أو كأنواع دنيا من البشر. حدثت هذه التصرفات في الإبادات الجماعية مثل الهولوكوست أو في رواندا حيث قورنت الأقلية بالحشرات.